# Systemic

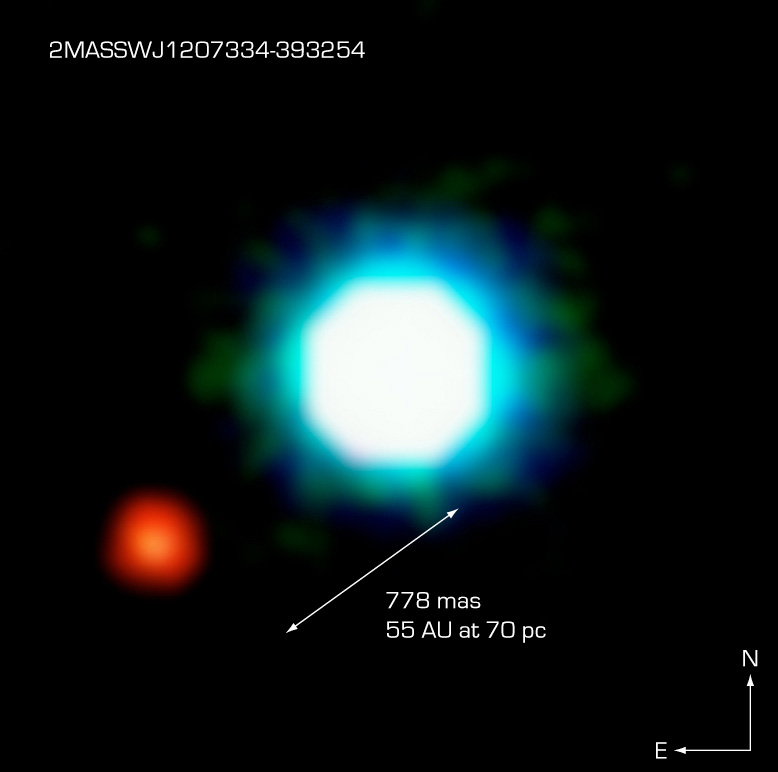
Imagem captada pelo Very Large Telescope em radiação infravermelha da estrela 2M1207 (a azul) e do objecto 2M1207b. Ainda há debate na comunidade astronómica se este objeto é um planeta ou uma anã castanha. Se se confirmar o seu estatuto planetário, esta é a única imagem existente de um planeta extra-solar.

O projeto de pesquisa Systemic (projeto amador de procura de planetas extra-solares) foi criado para que astrónomos amadores possam tratar dados relacionados com  planetas extra-solares. 
Este projeto é um exemplo de computação distribuída que utiliza uma consola fornecida pelo portal Systemic, permitindo que os utilizadores tenham acesso a uma extensa bases de dados. Com esta consola, os utilizadores podem repetir o processo que leva à descoberta de planetas extra-solares. O projecto Systemic, de certa maneira, é semelhante ao SETI@home que procura vida extraterrestre inteligente, mas, ao contrário deste, tem de ser ativamente manipulado pelo utilizador. 
Os voluntários podem escolher entre o tratamento de sistemas planetários simulados ou reais. Estas simulações permitem ganhar um melhor entendimento dos possíveis sistemas planetários reais. O Sistema Solar e as Luas de Galileu (escondidos entre alguns dos "desafios" apresentados) estão entre os mais de 450 sistemas estelares reais e 520 simulados.
O programa Systemic foi programado na linguagem Java para fácil execução na grande variedade de sistemas operativos existentes. O programa está disponível on-line, mas também pode ser descarregado para ser executado em casa.
O programa disponibiliza os dados de um determinado sistema e algumas ferramentas para a sua análise. Além disso, também fornece alguns resultados como a "bondade do ajuste" e a "estabilidade a longo prazo". Os dados fornecidos correspondem à velocidade radial determinada pela medição dos desvios de Doppler da estrela (ou objeto similar) ao longo do tempo. Alguns conjuntos de dados assemelham-se a uma curva sinusoidal, enquanto alguns parecem muito mais complexos. É suposto que a variação da velocidade radial seja devida à atracção gravitacional dos possíveis corpos que circulem à volta da estrela, criando assim, um determinado padrão. A razão para que o programa tem de ser manipulado pelo utilizador é devida à complexidade da  interação de vários corpos, que podem impossibilitar a existência de uma solução única. Enquanto que alguns sistemas estelares podem ser resolvidos com um único par de corpos (uma estrela e um planeta), a maior parte corresponde a um sistema mais complexo. O programa Systemic inclui vários modos de calcular a mecânica orbital - desde as Leis de Kepler mais simples, à implementação de métodos de Runge-Kutta.
Os resultados obtidos podem ser enviados para a página do Systemic e analisados independentemente segundo a perspetiva da "bondade do ajuste" ou da "estabilidade a longo prazo", sendo de seguida propostos como soluções do sistema em estudo. Se um resultado for considerado instável é removido da lista de candidatos a solução, mesmo que haja hipótese (geralmente quase nula) de um sistema em particular estar atualmente num período de transição ou de instabilidade tão grande que leve à expulsão de um planeta do sistema.

## Exemplo
Por defeito do programa Systemic, o sistema abre com "14 Her" que corresponde à estrela 14 Herculis. Existem cerca de 20 possíveis soluções "únicas", onde só o melhor ajuste pode ajudar a decidir quais são as melhores (a melhor solução é no presente momento a apresentada pelo utilizador EricDiaz, que propõe um sistema com três planetas para explicar a variação de velocidade da estrela ao longo do tempo). Deve ser compreendido que os resultados do uso do Systemic não são uma descoberta, mas só possíveis ajustes aos dados existentes. Podem estar cem por cento corretos, aproximados, ou podem não ter qualquer semelhança com o sistema real.

## Equipa
O Programa Systemic é desenvolvido e executado por:
- Greg Laughlin — Universidade da Califórnia em Santa Cruz
- Aaron Wolf — Caltech
- Stefano Meschiari — Universidade da Califórnia em Santa Cruz
- Eugenio Rivera — Universidade da Califórnia em Santa Cruz
- Paul Shankland — Observatório Naval dos EUA